# BGM-109G Gryphon
Pour les articles homonymes, voir Gryphon.
Le BGM-109G Gryphon, aussi connu sous le nom plus générique de « Ground Launched Cruise Missile » (GLCM), était un missile de croisière nucléaire lancé depuis le sol. Il a été développé par General Dynamics pour le compte de l'United States Air Force pendant la dernière décennie de la guerre froide dans le but de s'opposer aux missiles nucléaires balistiques soviétiques déployés dans les pays membres du pacte de Varsovie.
Le Gryphon ainsi que le missile Pershing II sont les éléments côté occidental de la crise des euromissiles qui ont incité les autorités soviétiques à signer le Traité sur les forces nucléaires à portée intermédiaire, ce qui a mené à une réduction du nombre d'ogives nucléaires déployées en Europe.

## Historique
Dès 1971, l'US Air Force avait des plans provisoires pour remplacer les missiles MGM-13 Mace avec un missile de croisière moderne avec guidage TERCOM de précision et un petit turboréacteur à double flux à haut rendement énergétique. Les plans sont devenus plus élaborés en 1976 et en janvier 1977, l'US Air Force reçoit la permission de développer et d'aligner un dérivé terrestre du BGM-109 Tomahawk développé pour l'US Navy. Un total d'environ 500 BGM-109G Gryphon seront construits avant leur retrait du service commencé en 1988 et terminé en 1991.

## Description

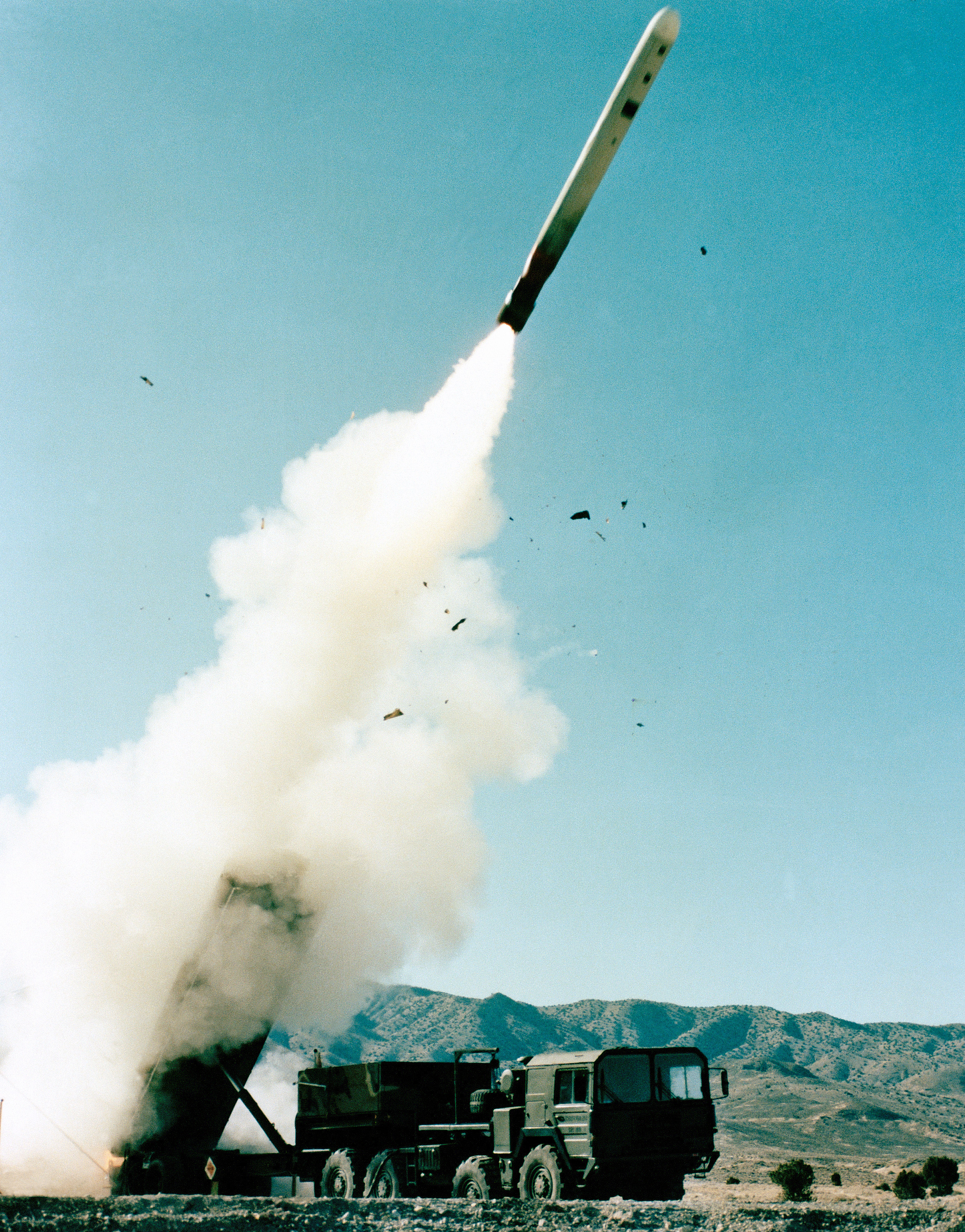
Tir en 1982 depuis un camion MAN avec un tracteur-érecteur-lanceur pouvant transporter 4 BGM-109G Gryphon.

Missile de croisière classique, le BGM-109 Gryphon volait à une vitesse subsonique et était propulsé par un Turboréacteur à double flux après que son décollage fut assuré par un booster. Au contraire des missiles balistiques qui approchent de leur cible le long d'une trajectoire gravitationnelle, un missile de croisière manœuvre selon la configuration du terrain et peut suivre un plan de vol complexe. En contrepartie, il vole moins rapidement qu'un missile balistique.
Le premier lancement d'un BGM-109G Gryphon (parfois orthographié Griffin) depuis un tracteur-érecteur-lanceur a lieu en mars 1980, le premier essai opérationnel en mai 1982 et le premier lancement guidé depuis un centre de commandement mobile en février 1982.
Au contraire des autres variantes du Tomahawk, le Gryphon transportait une seule ogive nucléaire, la W84. La puissance explosive de cette ogive peut aller de 0,2 à 150 kilotonnes ; dans les années 1980, elle aurait été réglée entre 10 et 50 kT sur les missiles. Elle contrastait avec la W80 transportée par les autres missiles dérivés du Tomahawk. Le département de la Défense des États-Unis déclare que le missile Gryphon pouvait voyager entre 2 000 et 2 500 km. Comme les missiles de croisière américains de cette époque, la précision après 2 000 km de vol était d'environ 30 mètres.
Il était transporté en lot de quatre par un camion lance-missiles.

## Déploiement

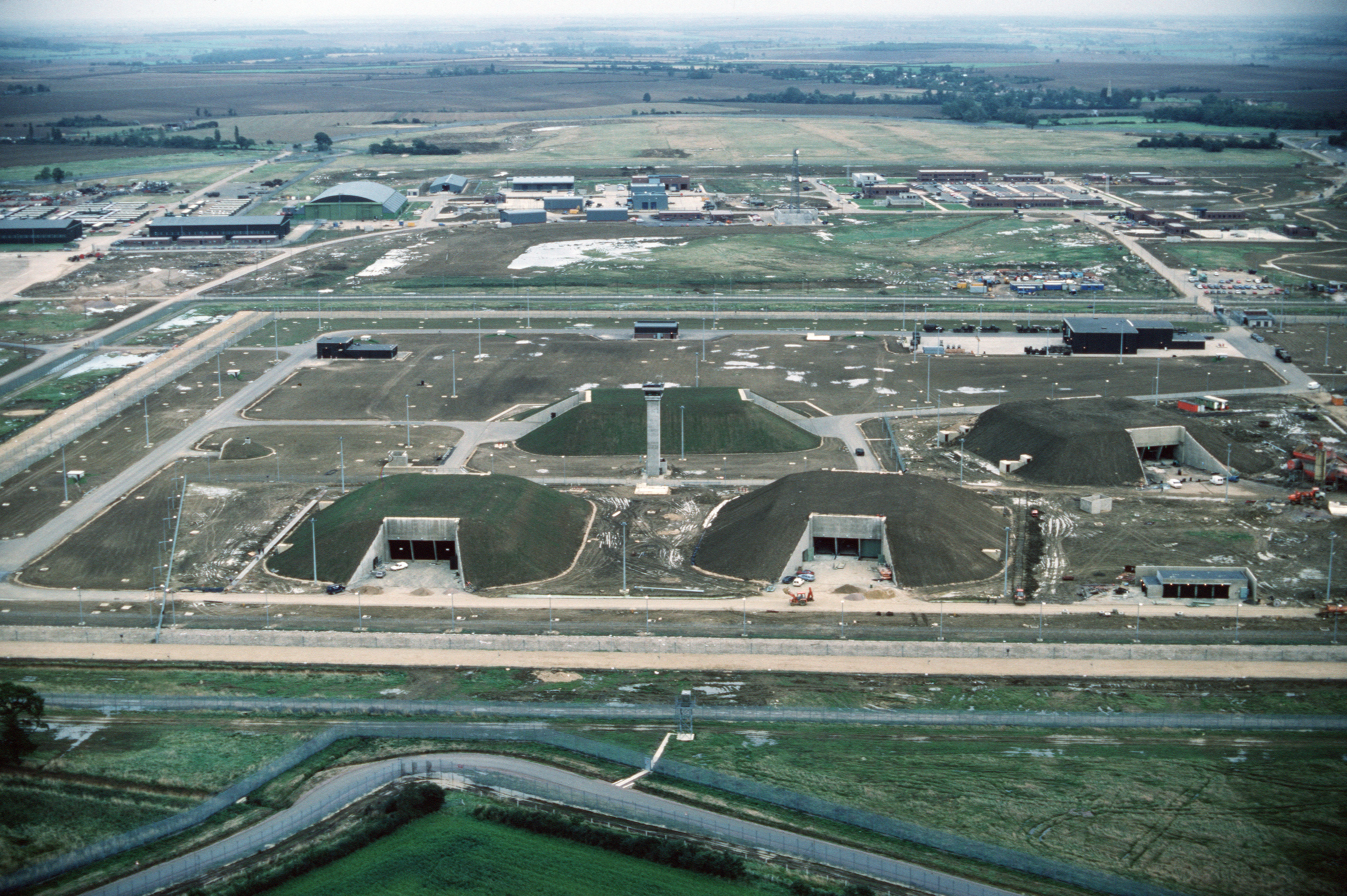
Dépôts des missiles BGM-109G sur la base de Molesworth au Royaume-Uni le 25 janvier 1989.

Le 14 décembre 1979, l'OTAN a décidé de déployer en Europe de l'Ouest 464 Gryphon de l'USAF et 108 Pershing II de l’US Army.
Sept unités du Tactical Air Command furent créées pour mettre en opération les missiles de croisière avant leur retrait du service : une unité d'entraînement aux États-Unis et six dans des pays européens de l'OTAN.
Notons que la mise en œuvre effective des missiles a lieu plusieurs mois après leur création. Ainsi les premiers missiles sont opérationnels à partir de novembre 1983 :
| Pays        | Nombre de missiles prévus | Nombre de missiles stationnés | Lieu de stationnement                 | Unité de missiles, casernement                                                        | Date de création et de dissolution | Quartier-général de l'unité de missiles                                  |
| ----------- | ------------------------- | ----------------------------- | ------------------------------------- | ------------------------------------------------------------------------------------- | ---------------------------------- | ------------------------------------------------------------------------ |
| États-Unis  | nc                        | nc                            | Arizona                               | Entrainement : 868th Tactical Missile Training Squadron, Davis-Monthan Air Force Base | 1er juillet 1981 - 31 mai 1990     |                                                                          |
| Allemagne   | 96                        | 64 en mars 1986               | Rhénanie-Palatinat : près de Hunsrück | Wing 4: 38th Tactical Missile Wing, Wueschheim Air Station                            | 1er avril 1985 - 2 août 1990       | 17th Air Force Quartier général à Sembach Air Base                       |
| Royaume-Uni | 96                        | 96 en décembre 1983           | Berkshire : Greenham Common           | Wing 1: 501st Tactical Missile Wing, RAF Greenham Common                              | Juin 1982 - 1er mai 1991           | Third Air Force Quartier général à RAF Mildenhall                        |
| Royaume-Uni | 64                        | 16 en décembre 1987           | Cambridgeshire : Molesworth           | Wing 5: 303rd (ex-550th) Tactical Missile Wing, RAF Molesworth                        | 12 décembre 1986 - 30 janvier 1989 | Third Air Force Quartier général à RAF Mildenhall                        |
| Italie      | 112                       | 112 en mars 1984              | Sicile : Comiso                       | Wing 2: 487th Tactical Missile Wing, Comiso Air Station                               | Juin 1983 - mai 1991               | 16th Air Force Quartier général à Torrejon Air Base en Espagne           |
| Belgique    | 48                        | 16 en mars 1985               | Province de Namur : Florennes         | Wing 3: 485th Tactical Missile Wing, base aérienne de Florennes                       | 1er aout 1984 - 30 septembre 1989  | 17th Air Force Quartier général à Sembach Air Base, Allemagne de l'Ouest |
| Pays-Bas    | 48                        | Aucun                         | Brabant-Septentrional : Woensdrecht   | Wing 6: 486th Tactical Missile Wing, Woensdrecht Air Station                          | 27 août 1987 - 20 septembre 1988   | 17th Air Force Quartier général à Sembach Air Base, Allemagne de l'Ouest |
| Total       | 464                       | 304                           |                                       |                                                                                       |                                    |                                                                          |